# Purpermaskertangare
De purpermaskertangare (Stilpnia larvata synoniem: Tangara larvata) is een zangvogel uit de familie Thraupidae (tangaren).

## Verspreiding en leefgebied
Deze soort telt 4 ondersoorten:
- S. l. larvata: van zuidoostelijk Mexico tot noordelijk Costa Rica.
- S. l. centralis: noordoostelijk Costa Rica en noordwestelijk Panama.
- S. l. franciscae: zuidwestelijk Costa Rica en zuidwestelijk Panama.
- S. l. fanny: van oostelijk Panama tot westelijk Ecuador.